# Wingspan: Hits and History
Wingspan: Hits and History, utgivet i maj 2001, är ett samlingsalbum med Paul McCartneys band Wings med gamla hits och även historik. Även sololåtar från McCartney själv ingår på skivan.

## Låtlista
Alla låtar är skrivna av Paul/Linda McCartney om inget annat anges.

### CD 1: Hits
1. "Listen to What the Man Said" – 3:55 - Wings
2. "Band on the Run (Sång)" – 5:12 - Paul McCartney & Wings
3. "Another Day" – 3:42 - Paul McCartney
4. "Live and Let Die (Sång)" – 3:12 - Wings
5. "Jet (Sång)" – 4:08 -Paul McCartney & Wings
6. "My Love" – 4:08 - Paul McCartney & Wings
7. "Silly Love Songs" – 5:54 - Wings
8. "Pipes of Peace" (Paul McCartney) – 3:26 - - Paul McCartney
9. "C Moon" – 4:34 -Wings
10. "Hi, Hi, Hi" – 3:08 - Wings
11. "Let 'Em In" – 5:10 - Wings
12. "Goodnight Tonight" (Paul McCartney) 4:21 - Wings
13. "Junior's Farm" – 3:03 - Paul McCartney & Wings
14. "Mull of Kintyre" (Paul McCartney/Denny Laine) – 4:44 - Wings
15. "Uncle Albert/Admiral Halsey" – 4:49 - Paul & Linda McCartney
16. "With a Little Luck" (Paul McCartney) – 3:13 - Wings
17. "Coming Up" (Paul McCartney) - 3:53 - Paul McCartney
18. "No More Lonely Nights" (Paul McCartney) – 4:47 - Paul McCartney

### CD 2: History
1. "Let Me Roll It" – 4:50 (Paul McCartney & Wings)
2. "The Lovely Linda" (Paul McCartney) – 0:45 - Paul McCartney
3. "Daytime Nighttime Suffering" (Paul McCartney) – 3:22 - Wings
4. "Mabye I'm Amazed" (Paul McCartney) – 3:51 - Paul McCartney
5. "Helen Wheels" – 3:45 - Paul McCartney & Wings
6. "Bluebird" – 3:24 - Paul McCartney & Wings
7. "Heart Of The Country" – 2:24 - Paul & Linda McCartney
8. "Every Night" (Paul McCartney) – 2:34 - Paul McCartney
9. "Take It Away" (Paul McCartney) – 4:04 - Paul McCartney
10. "Junk" (Paul McCartney) – 1:56 - Paul McCartney
11. "Man We Was Lonely" (Paul McCartney) – 2:58 - Paul McCartney
12. "Venus and Mars/Rockshow" – 3:45 - Wings
13. "The Back Seat of My Car" (Paul McCartney) – 4:29 - Paul & Linda McCartney
14. "Rockestra Theme" (Paul McCartney) – 2:36 - Wings
15. "Girlfriend" (Paul McCartney) – 4:43 - Wings
16. "Waterfalls" (Paul McCartney) – 3:23 - Paul McCartney
17. "Tomorrow" – 3:25 - Wings
18. "Too Many People" (Paul McCartney) – 4:10 - Paul & Linda McCartney
19. "Call Me Back Again" – 4:59 - Wings
20. "Tug Of War" (Paul McCartney) – 4:04- Paul McCartney
21. "Bip Bop/Hey Diddle" – 3:34 - Paul & Linda McCartney
22. "No More Lonely Nights (Playout Version)" (Paul McCartney) – 3:55 - Paul McCartney